# چن گم شده
چن گم شده (به انگلیسی: Chan Is Missing) فیلمی ۸۰ دقیقه‌ای به کارگردانی وین ونگ با بازی وود موی محصول کشور ایالات متحده آمریکا است.